# Rőt tejelőgomba
A rőt tejelőgomba (Lactarius rufus) a galambgombafélék családjába tartozó, Eurázsiában és Észak-Amerikában elterjedt, fenyvesekben vagy nyírfák alatt élő, nem ehető gombafaj. 

## Megjelenése
A rőt tejelőgomba kalapja 3-10 cm széles, alakja fiatalon domború, majd hamar ellaposodik, végül kissé tölcséressé válik; közepén többé-kevésbé csúcsos púp található. Széle sokáig begöngyölt marad. Színe vörösbarna vagy sötét narancsbarna. Felülete deres vagy csupasz.
Húsa merev, kemény; színe piszkosfehér. Sérülésre fehér tejnedvet ereszt, amelynek színe nem változik. Szaga gyantaszerű, íze égetően csípős.
Sűrű lemezei tönkhöz nőttek vagy kissé lefutók. Színük eleinte krémszínű, idősen húsvörös-okkeres.
Tönkje 3-8 cm magas és 0,5-2 cm vastag. Alakja hengeres. Színe a kalapéval megegyezik vagy halványabb; töve fehéres. Felszíne fiatalon deres, később többé-kevésbé csupasz.
Spórapora halvány krémszínű.  Spórája elliptikus, felszínét 1 µm-nél nagyobb tüskék díszítik, amelyeket hálózatot alkotó gerincek kötnek össze; mérete 6,5-10 x 5,5-7 µm.

### Hasonló fajok
Hasonlít hozzá a sima kalapú, poloskaszagú, nem ehető vörösbarna tejelőgomba, valamint a barnuló tejnedvű, nem púpos kalapú, heringszagú, ehető kenyérgomba.

## Elterjedése és termőhelye
Eurázsiában és Észak-Amerikában honos. Magyarországon nem ritka.  
Savanyú talajú fenyvesekben vagy néha nyírfák alatt található meg. Júniustól novemberig terem. 

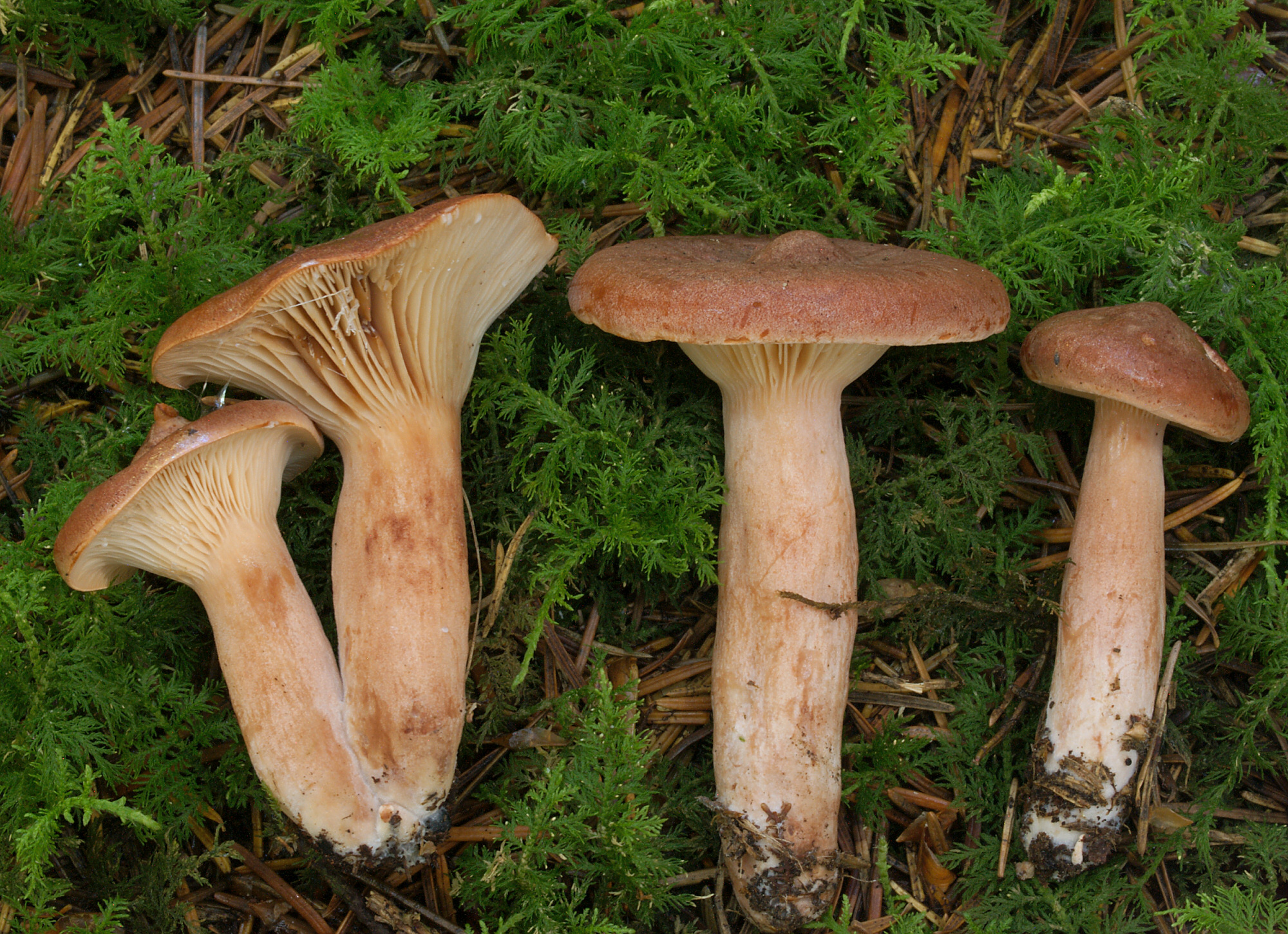
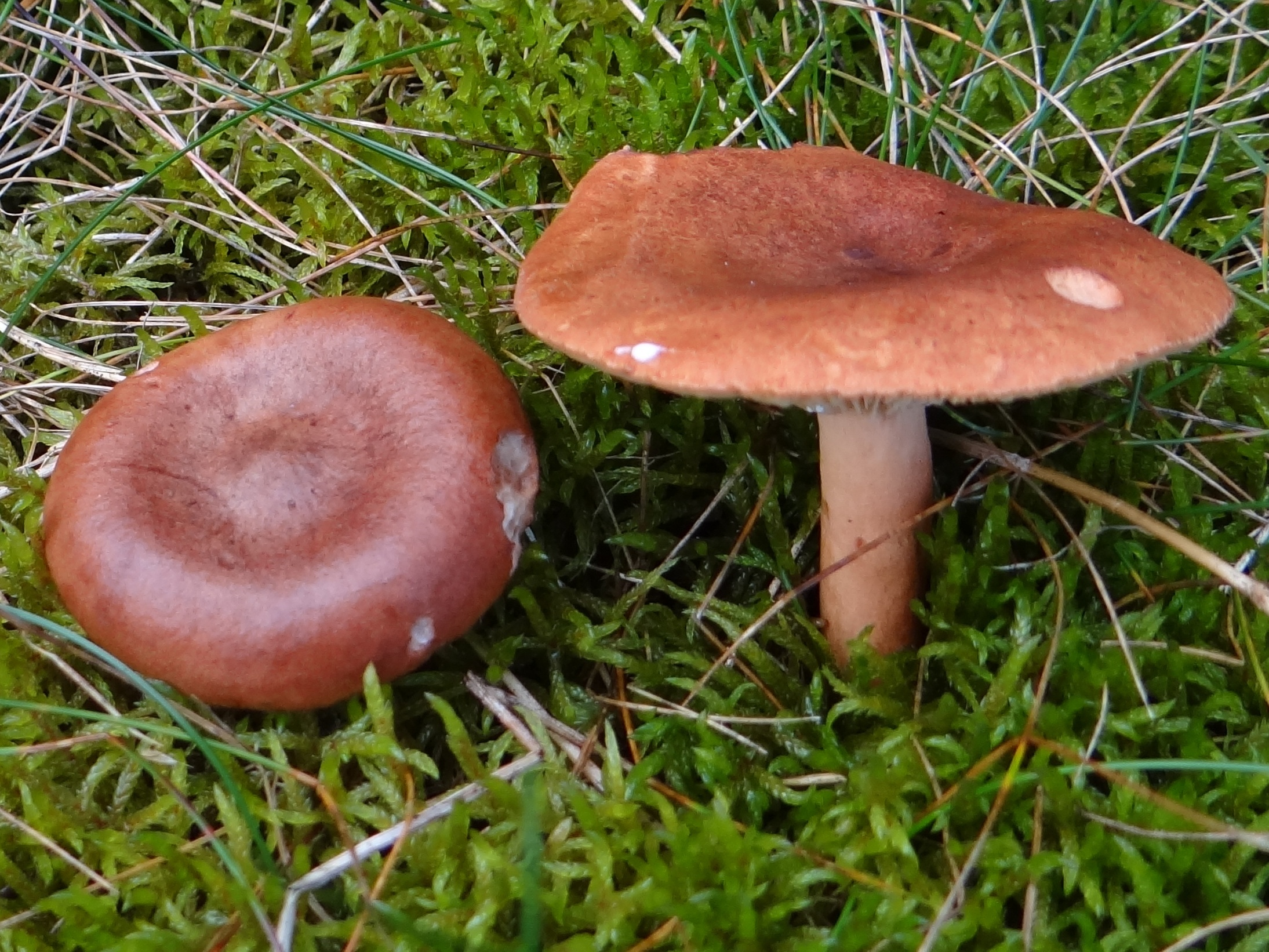
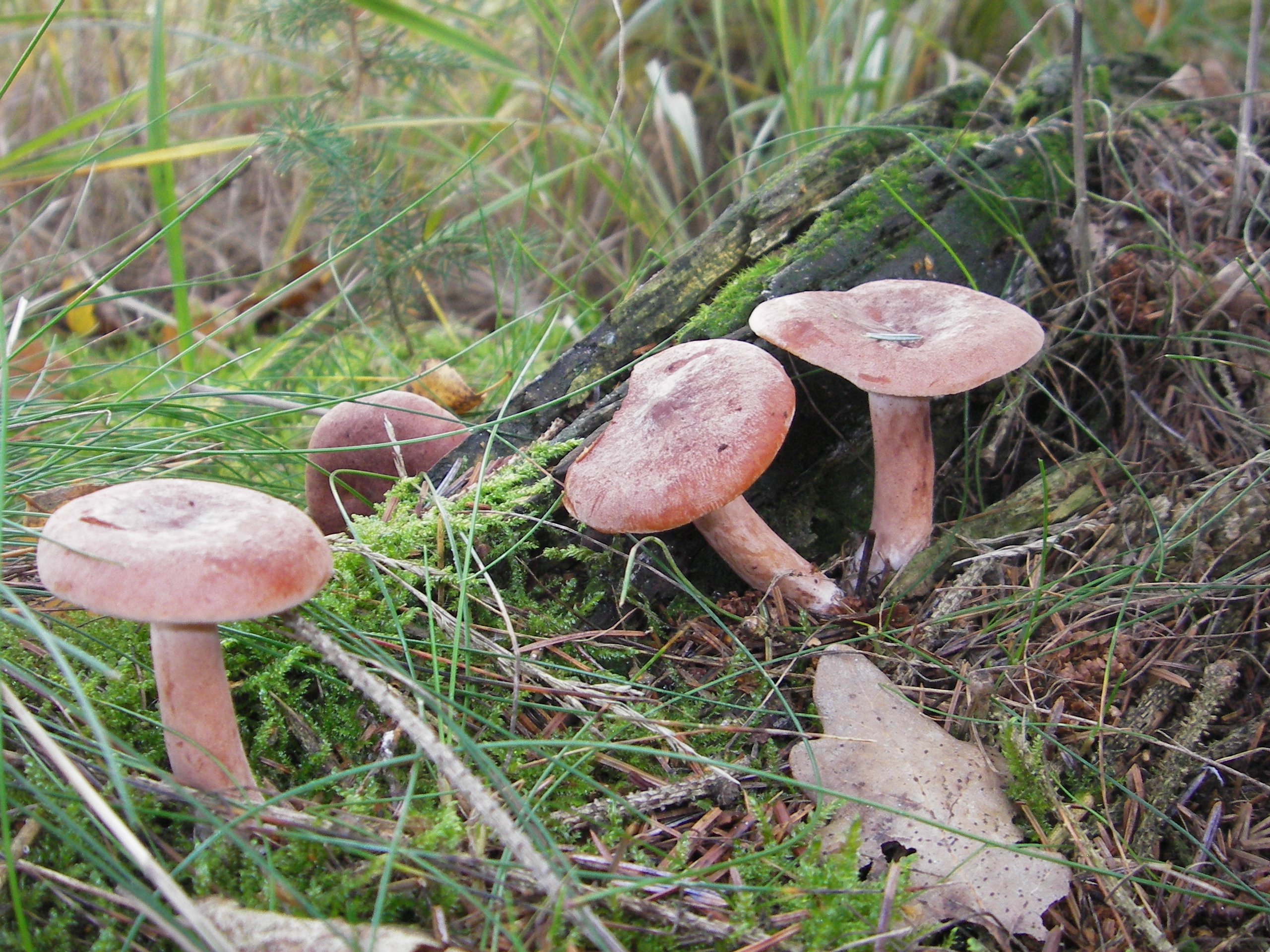
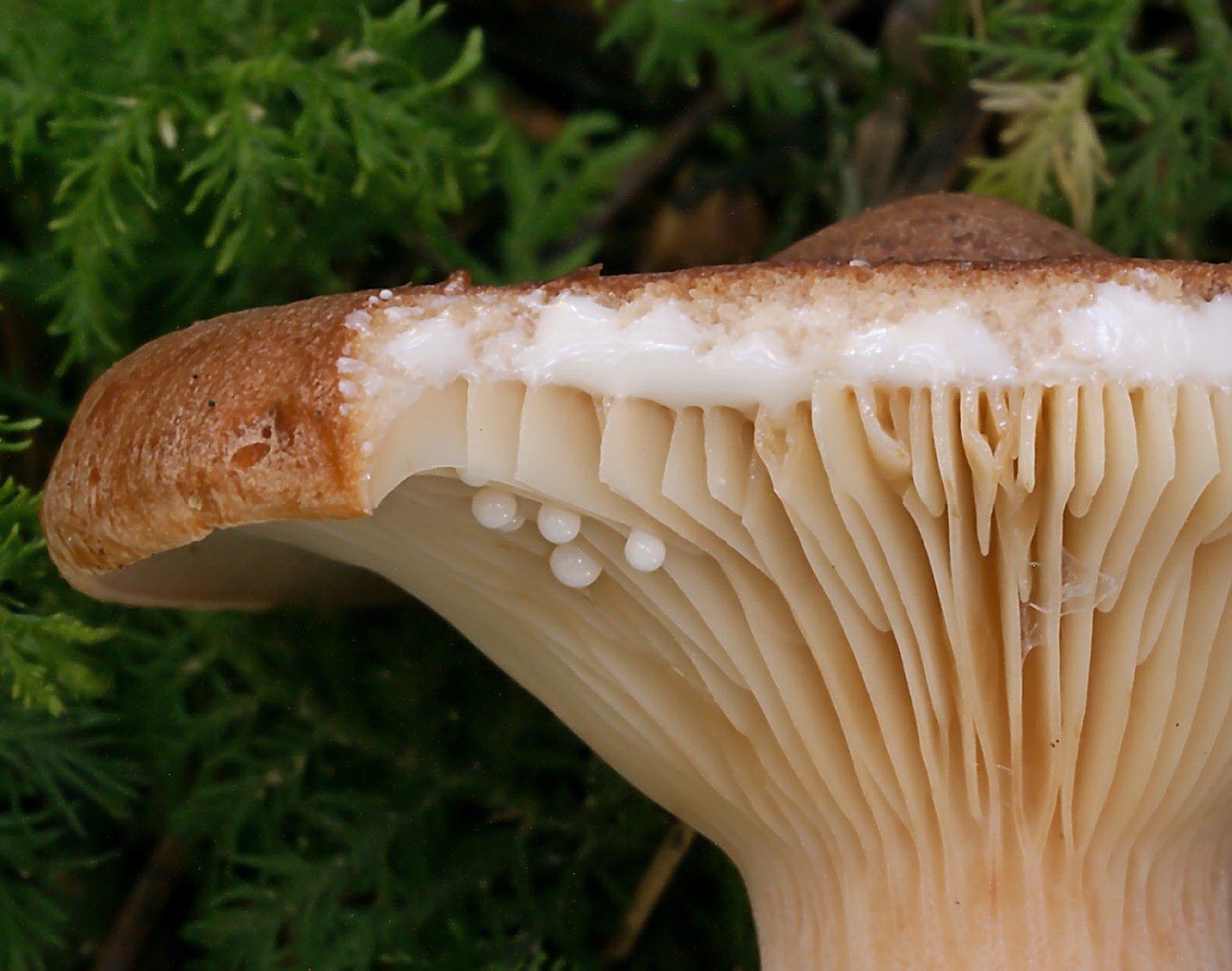
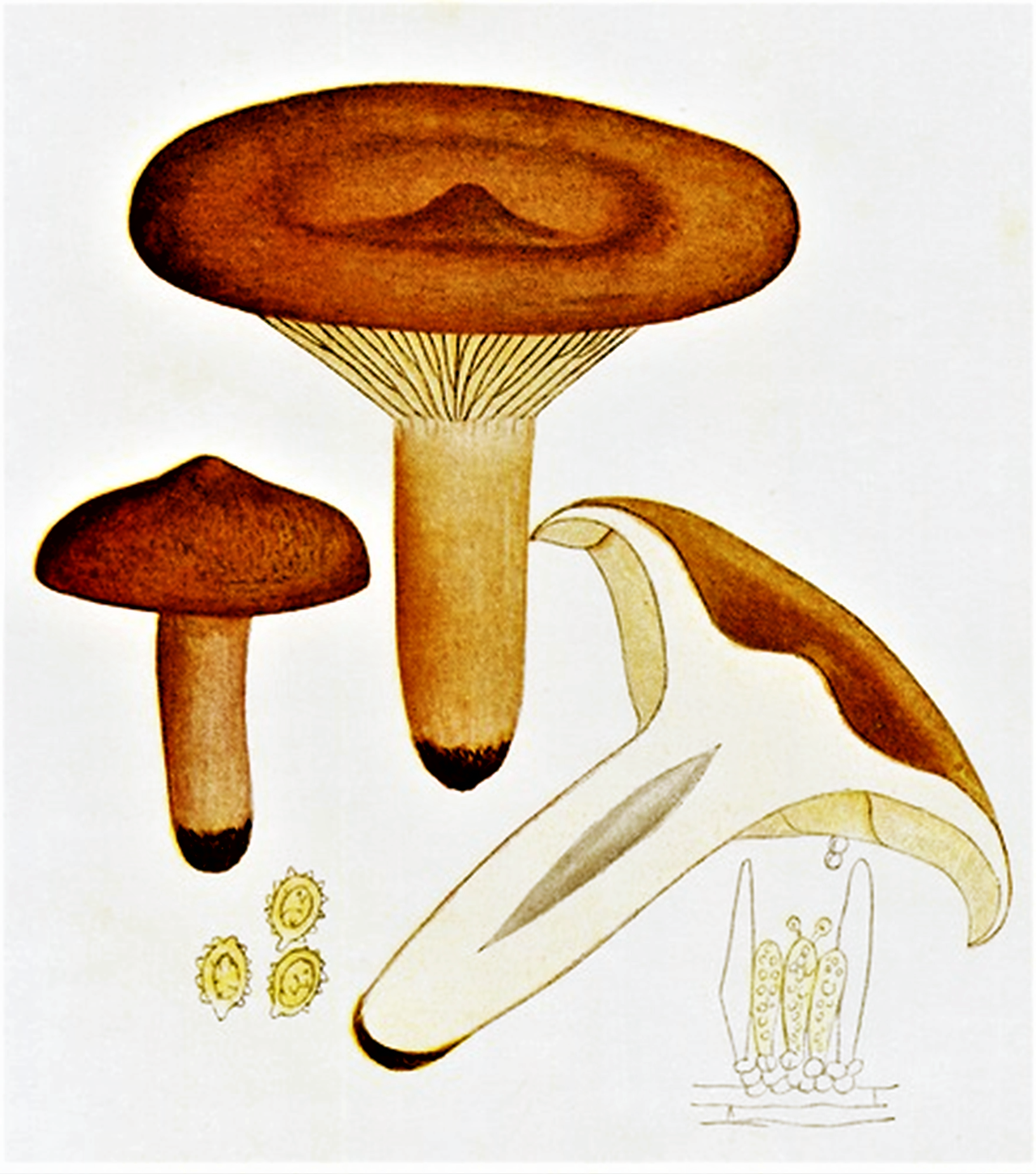

Nem ehető.    